# جاك واتسون (لاعب كرة قدم)
جاك واتسون (بالإنجليزية: Jack Watson)‏ (1 سبتمبر 1892 في المملكة المتحدة - 1 يناير 1957 بنوتنغهام في المملكة المتحدة) هو لاعب كرة قدم بريطاني (وحمل سابقاً جنسية المملكة المتحدة لبريطانيا العظمى وأيرلندا) في مركزي الدفاع والظهير. لعب مع أولدهام أثلتيك وبرمنغهام سيتي ومانشستر سيتي.